# Telekvinc
Telekvinc románul: Câmpu Goblii, falu Romániában, Erdélyben, Fehér megyében. Közigazgatásilag Alvinc községhez tartozik.

## Fekvése
Alvinc közelében fekvő település.

## Története
Telekvinc korábban Alvinc része volt, 1956 körül vált külön, ekkor 150 lakosa volt.
1966-ban 137, 1977-ben 155, 1992-ben 140, 2002-ben pedig 137 román lakosa volt.